# Gilf Kebir nationalpark
Gilf Kebir nationalpark (GKNP) (Arabisk: محمية الجلف الكبير) er en nationalpark beliggende i det afsidesliggende og hypertørre New Valley guvernement i Egypten. Den blev etableret i 2007, og har et areal på 48.533 km2, svarende til omkring 5 % af Egyptens territorium. GKNP grænser mod vest til Libyen og mod syd til Sudan. På nuværende tidspunkt er der ingen menneskelige bosættelser eller faciliteter inde i GKNP.

## Økosystemer og kulturelle værdier
Parken består af tre forskellige økosystemer: de sydlige områder af det Store sandhav inklusive ørkenglasområdet, Gilf Kebir- plateauet og den egyptiske del af Gabal El Uweinat-massivet.
Det Store Sandhav er et stort kompleks af klitter, der strækker sig fra Siwa-oasen i nord til Gilf Kebir i syd. Dets sydvestlige del udgør ørkenglas-området, hvor der findes fragmenter af rent glas, dannet for omkring 30 millioner år siden, formentlig på grund af eksplosionen af en meteorit eller komet.
Gilf Kebir er et plateau, der er furet af enorme nordgående wadier. Området blev bosat allerede i begyndelsen af det neolitisk tid for omkring 9000 år siden, i den fugtige afrikanske periode (en), hvilket efterlod pragtfulde klippemalerier og graveringer af usikker alder i wadi Hamra og i hulerne Beasts, Swimmers, Archers og Magharet el Kantara ved dens sydlige forbjerge.
Et andet massiv med vigtig klippekunst er Gebel Uweinat, der ligger omkring 150 km syd for Gilf Kebir, det meste i sudanesiske og libyske områder.
Tilstedeværelsen af mennesker i det 20. århundrede ses af resterne af Long Range Desert Groups lejre fra 2. verdenskrig såsom lastbiler og en flyveplads ved Eight Bells Hills .

## Flora og fauna
Nationalparken indeholder vigtig ørkentilpasset flora med træer som Vachellia tortilis (en) (acacia raddiana) og buske som Zilla spinosa og Fagonia thebaica. Faunaen omfatter mankefår (en).

## Galleri
- Yardanger nær Eight Bells Hills, flyvepladsen fra 2. verdenskrig
- Wadi Hamra